# Heilige Geestweek
De Heilige Geestweek of het Octaaf van Pinksteren zijn de acht dagen (in Frans huit en in het Engels whit) waarmee de viering van het hoogfeest van Pinksteren wordt verlengd. Het octaaf staat vermeld in de Constitutiones Apostolorum (V, xx, 17). Reeds in 1048 stelde abt Berno van Reichenau deze periode in vraag, omdat een tal van activiteiten niet konden plaats vinden. Tijdens het Concilie van Konstanz (1414-1418) werden de eerste driedagen weerhouden als feestdag en in 1771 werd de derde pinksterdag afgeschaft.
In 1911 besliste Paus Pius X, dat wereldwijd, pinkstermaandag geen verplichte feestdag meer is, dus facultatief.

## Tweede Pinksterdag of Pinkstermaandag
In de volgende landen is Pinkstermaandag een officiële feestdag : Duitsland, Oostenrijk, Spanje, Zwitserland, België, Frankrijk, Nederland en Luxemburg.

## Derde Pinksterdag
Pinksterdinsdag wordt enkel nog streekgebonden gevierd. Het meest gekende feest is de Processie van Echternach

## Quatertemperdagen
Quatertemperdagen zijn de woensdag, vrijdag en zaterdag na Pinksteren. Op Pinksterzaterdag vinden veelal priesterwijdingen plaats.

## Meer info
- Marita Kruijswijk, Marian Nesse, Nederlandse jaarfeesten en hun liederen door de eeuwen heen 2004 ISBN 90-6550-933-X Marita Kruijswijk, Marian Nesse. Nederlandse jaarfeesten en hun liederen door de eeuwen heen.
- Jef de Jager,  Rituelen & Tradities: Pinksteren pinksteren rituelen en tradities. Gearchiveerd op 3 juli 2022.